# 石井友規
石井 友規（いしい ゆうき、1983年8月11日 - ）は、日本の写真家。
株式会社丸菱代表取締役。映画監督。大阪芸術大学写真学科非常勤講師。環境省登録の環境カウンセラーで徳島県及び奈良県の環境アドバイザー。
地球写真家と冠する環境活動家として写真と映像を使った啓発活動を続ける。

## 経歴
愛知県岡崎市生まれ、名古屋市出身。昭和鉄道高等学校を経て大阪芸術大学芸術学部写真学科卒業。
大学在学中にオーストラリアをオートバイで一周し、撮影した作品を同じく在学中にキヤノンギャラリーで開催した個展にて発表。また2005年の愛・地球博の国連館においても展示する機会を得て環境問題に目覚める。大学卒業後はフリーランスとして活動し、地球写真家と冠する環境活動家に転じて、2007年にバイオディーゼルを使った全国の児童福祉施設への慰問と環境出前授業を実施する。また同時に国内の世界遺産を取材しアニミズムの精神に感銘を受けその後の活動の軸となる。2008年に地球温暖化の影響を知るためヨットで太平洋を横断しアメリカ合衆国アラスカ州のシシュマレフ島へ上陸した。
2013年に徳島県神山町へ移住し、2014年に映像制作会社である株式会社丸菱を設立。代表取締役に就任。2015年に再び地球写真家として4Kテレビを使った環境出前授業を実施。2017年には電気自動車を使った全国の児童福祉施設への慰問と環境出前授業を実施した。
2017年に徳島県海部郡海陽町の竹ヶ島海域公園にて、世界で初めてサンゴの一種であるエダミドリイシの産卵の様子を4Kカメラで映像撮影に成功。2018年にはその映像を使用した海洋ドキュメンタリー映画『きらめきの海空　TOKUSHIMA 4K AQUARIUM EDITION』が4K・VR徳島映画祭にて「ニューフェイス賞」を受賞。現在は竹ヶ島海洋自然博物館マリンジャムのシアターにて常時公開されている。
2020年に大嘗祭を題材とした長編ドキュメンタリー映画『時の絲ぐるま』を地球写真家として製作し公開した。
2025年日本国際博覧会（大阪・関西万博）のEXPO アリーナに設置されているEXPO VISIONで上映する映像作品として、「きらめきの海空」など二作品が公益社団法人２０２５年日本国際博覧会協会により採択された。

## 主な発表

### 写真展
- 2005年　万国博覧会「国連環境計画主催　世界環境フォトコンテスト受賞作品展」（国連館）
- 2006年　石井友規写真展「Earth Scapes in AUSTRALIA」（キヤノンギャラリー、東京・大阪）
- 2006年　石井友規写真展「New York 2006 -platinotype-」（26日の月、東京）プラチナパラジウム写真作品
- 2007年　石井友規写真展「淡い意識の輪郭」（26日の月、東京）プラチナパラジウム写真作品
- 2013年　石井友規写真展「無垢の偶像」（EIZOガレリア、東京）鶏卵紙写真作品

### 映画作品
- 2016年　短編ドキュメンタリー映画『THE JOURNEY OF LIFE』
- 2018年　短編海洋ドキュメンタリー映画『きらめきの海空　TOKUSHIMA 4K AQUARIUM EDITION』
- 2020年　長編ドキュメンタリー映画『時の絲ぐるま』